# یک داستان کثیف
یک داستان کثیف (به روسی: Скверный анекдот, Skverny anekdot) داستان کوتاه طنزآمیز، نوشته فیودور داستایفسکی است. مضمون داستان تفاوت فاحشی‌ است که میان تصور انسان از خود و آنچه در عمل از خود بروز می‌دهد وجود دارد. داستان در دوره بروز تحولات اجتماعی در روسیه، در زمان حکمرانی الکساندر دوم می‌گذرد.

## خلاصه داستان
«ایوان ایلیچ پرالینسکی» ژنرالی‌ست اشرافی و جاه‌طلب. داستان از جایی شروع می‌شود که او با دوستی به باده‌گساری مشغول است و از لزوم مهربانی و شفقت با فرودستان داد سخن می‌دهد. بعداز ترک مجلس، به طور اتفاقی متوجه می‌شود در خانه کارمند فقیرش «پسل دونیموف» عروسی برپاست. ایوان ایلیچ فرصت را مغتنم می‌شمرد تا تئوری‌اش را در عمل آزمایش کند. وارد مهمانی می‌شود و مشغول نوشیدن و معاشرت با آدم‌هایی می‌شود که از طبقه او نیستند. دیری نمی‌گذرد که معلوم می‌شود حرف‌هایش در طرفداری از طبقه فرودست همه باد هوا بوده و او در حقیقت این جماعت را لایق دوستی با خود نمی‌داند. اتفاقاتی که در این شب می‌افتد به او می‌فهماند که ادعاهای نوع‌دوستانه‌اش مشتی توهمات خودفریبانه بود. او پس از شب عروسی، افسرده و شرمسار، خود را در خانه حبس می‌کند چون می‌ترسد اتفاقات جشن عروسی به گوش همه دوستان و همکارانش رسیده باشد. وقتی بالاخره بعد از هشت روز به اداره برمی‌گردد با اتفاقات عجیبی مواجه می‌شود...

## ترجمه به فارسی
این کتاب با نام‌های مختلفی به زبان فارسی ترجمه شده است.
- یک داستان نفرت‌انگیز، مترجم:شهلا طهماسبی، اصفهان:فردا، ۱۳۸۴.
- یک اتفاق نحس، مترجم:مجید عقیلی، هشت بهشت، ۱۳۷۷.
- یک داستان کثیف در مجموعه قمارباز و ( یک داستان کثیف ـ بابوک )، مترجم: همایون حنیفه مقدم، تهران: موسسه فرهنگی انتشاراتی پر، ۱۳۹۸.
- یک اتفاق مسخره، مترجم: میترا نظریان، انتشارات ماهی
- یک اتفاق شرم آور (و کروکودیل) ، مترجم: عبدالمجید احمدی (ترجمه از روسی) ، نشر چام، ۱۴۰۲.